# Moda sustentável

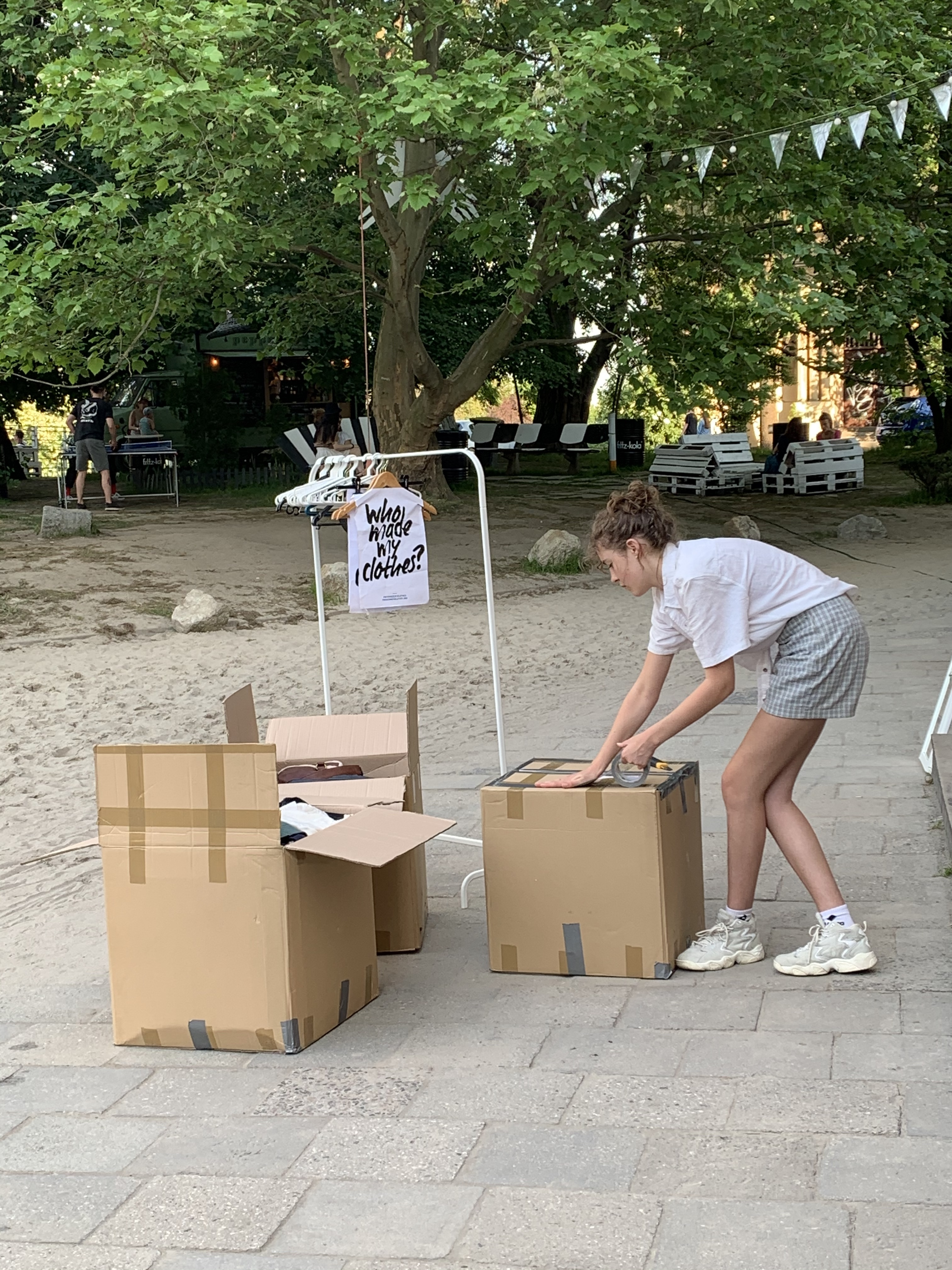
Troca de roupas em Wrocław, Wyspa Tamka. Evento manifesta movimento slow fashion com foco em ações do Fashion Revolution

Moda sustentável, também conhecida como eco fashion, é um conceito definido por metodologias e processos de produção que não são prejudiciais ao meio ambiente. Isto é, a criação de roupas e acessórios sem prejudicar o ecossistema que existe ao redor da cadeia de produção deste item. Este conceito se aplica a toda a cadeia de produção de um tecido e, em seguida, deriva-se na cadeia de produção de uma peça de roupa. Em uma terceira avaliação, toda a cadeia de distribuição destas roupas acabadas também tem de ser avaliada.
Para que um administrador ou engenheiro possa fazer um bom trabalho ao avaliar uma cadeia de produção de roupas, diversos fatores têm que ser levados em consideração no processo de avaliação. Estes fatores variam de acordo com a rede de fornecedores de cada empresa, mas existem três pilares que não podem ser negligenciados durante a avaliação: a pegada de carbono de cada peça de roupa, a quantidade de água necessária para produzir cada unidade e a quantidade de agrotóxicos utilizados no plantio da matéria-prima deste tecido (no caso de tecido com base no do algodão) e ou quantidade de componentes químicos e sintéticos utilizados na fibra (exemplo do acrílico e do poliéster). De acordo com um pesquisa recente do IISD, uma camiseta de 250 gramas de algodão feita na China utiliza uma média de 160 gramas de agrotóxicos como o Temik 150, que contaminam o lençol freático com facilidade.

## Práticas associadas à moda sustentável
A moda sustentável engloba práticas menos poluentes e que minimizam o impacto ambiental ao longo da cadeia produtiva (como uso de tecidos ecológicos ou reaproveitamento de materiais na fabricação de roupas, por exemplo) e de consumo (como práticas de reúso, trocas, consertos etc.). As práticas mais comumente associadas à moda sustentável são:
- Fabricação com fibras orgânicas, algumas vezes certificadas por organizações internacionais como GOTS ou USDA
- Fabricação com tecidos mais eco-friendly, como linho ou bambu (que precisam de menos produtos químicos e/ou água para crescer)
- Corantes de origem natural
- Uso de tecidos descartados
- Upcycling de materiais usados
- Produção com tecidos reciclados
- Uso de colas menos tóxicas
- Roupas feitas para terem um longo ciclo de uso
- Produção sustentável com economia de água

## Exemplos de materiais sustentáveis
Alguns exemplos de materiais sustentáveis são :
O algodão orgânico, que é cultivado sem fertilizantes químicos, pesticidas ou reguladores crescimento. Um algodão considerado verdadeiramente orgânico tem que utilizar pigmentos naturais no seu processo de tingimento.
Como o bambu se reproduz em abundância e é uma planta que obtém um crescimento relativamente rápido sem o uso de fertilizantes ou pesticidas, os tecidos derivados de suas fibras podem ser considerados orgânicos. Principalmente porque as suas fibras são biodegradáveis, macias e antibactericidas. Porém, em casos de utilização e cultivo de bambu, um auditor precisa levar em consideração o consumo de água desta planta e o reaproveitamento das demais partes da planta.
As garrafas de PET são uma solução interessante para dois problemas: o da reciclagem de garrafas de plástico e o reaproveitamento de roupas velhas, porque as garrafas usadas serão recicladas e combinadas com fibras de tecidos como o algodão, e eventualmente serão transformadas em fibras que produzem um tecido forte e com um toque macio.
A juta é uma planta da região amazônica que é biodegradável e possui um aparência similar ao linho puro. O seu plantio não requer agrotóxicos e a planta tem um impacto ambiental baixo, porém o seu cultivo requer bastante água.
O jeans é um dos tecidos que mais impactam o meio ambiente, que pode consumir até 3,5 mil litros de água - da sua produção até o descarte. Em uma perspectiva sustentável, criou-se o eco jeans que usam o Tencel, uma fibra de celulose - criada a partir da polpa de madeira - que usa cerca de 1/50 dos recursos necessários para a produção de um jeans convencional.